# Una figlia
Una figlia è un film del 2025 diretto da Ivano De Matteo, tratto dal romanzo Qualunque cosa accada di Ciro Noja.

## Trama
Pietro Battisti, vedovo di mezza età, vive a Roma con la figlia Sofia. L'uomo, onnipresente nella vita della figlia, non ha mai superato il lutto, portandolo a non provare a ricostruire una storia con un'altra donna e costruendo un rapporto emotivamente molto profondo con la figlia. Dopo anni, Pietro incontra e si innamora di Chiara, decidendo di iniziare una relazione stabile con la donna. La respingente e iraconda reazione della figlia alla decisione di Pietro mette in discussione l'intero equilibrio tra padre e figlia.

## Produzione
Il film, diretto da Ivano De Matteo e scritto dallo stesso con Valentina Ferlan, si ispira liberamente al romanzo Qualunque cosa accada di Ciro Noja, pubblicato nel 2018. Il film è stato prodotto da Rodeo Drive e Rai Cinema.
Le riprese del film si sono tenute nel mese di giugno 2024 a Roma.

## Promozione
Il trailer ufficiale del film è stato pubblicato il 19 marzo 2025.

## Distribuzione
Il film è stato presentato in anteprima al Bari International Film Festival 2025 e distribuito nelle sale italiane dal 24 aprile 2025 da 01 Distribution.

## Accoglienza

### Incassi
Il film ha incassato fino al 10 maggio 2025 440010 €.

### Critica
Il film è stato accolto con recensioni positive da parte della critica cinematografica.

## Riconoscimenti
- 2025 – Nastro d’argento[13]
  - Candidatura al migliore soggetto a Ivano De Matteo
  - Candidatura al miglior sonoro in presa diretta a Mario Iaquone e Emanuele Giunta